# Тополівська сільська рада (Гребінківський район)
Тополівська сільська рада — колишній орган місцевого самоврядування у Гребінківському районі Полтавської області з центром у селі Тополеве.

## Населені пункти
Сільраді були підпорядковані населені пункти:
- c. Тополеве
- с. Відрадне
- с. Світанок